# Doug Ireland
Doug Ireland (* 31. März 1946; † 26. Oktober 2013 in New York City) war ein US-amerikanischer Journalist und bekannter Blogger. Seine Themengebiete waren Politik und Medien mit Schwerpunkt Schwulenpolitik. Seine Artikel erschienen in zahlreichen Zeitungen. Ireland lebte und arbeitete in New York City.

## Werdegang
Irelands Karriere begann bei der New York Post unter Dorothy Schiff. Die Zeitung galt als damals liberalste Tageszeitung der USA. Zehn Jahre lebte Ireland in Frankreich und galt seitdem als Unterstützer des französischen Philosophen Michel Onfray.
Ireland schrieb regelmäßig Kolumnen in den Zeitschriften Village Voice, im New York Observer sowie der Pariser Tageszeitung Libération. Darüber hinaus war er Autor der Zeitschrift POZ, einem Magazin für die AIDS-Patienten New Yorks und für das Magazin In These Times.
Von einer kritisch-linken Warte aus veröffentlichte Ireland über die Clinton-Regierung ein Nachrichten-Archiv mit dem Namen Clinton Watch column. Er galt als strenger Kritiker der beiden Golfkriege der Präsidenten Busch Senior und Junior sowie der US-Invasion in Afghanistan.
Ireland war Mitglied der linksorientierten Students for a Democratic Society (SDS), für die er 1963 als Siebzehnjähriger in das National Council gewählt wurde. Ein Jahr arbeitete er 1963/64 als Funktionär bundesweit für den SDS. Ab 1964 betätigte sich Ireland gegen den Vietnamkrieg. Als Mitarbeiter der Gewerkschaften New Jersey Industrial Union Council AFL-CIO, United Auto Workers und der Gruppierung National Labor Leadership Assembly for Peace  organisierte er Proteste gegen den Vietnamkrieg.
Für den Präsidentschaftsbewerber Senator Eugene McCarthy organisierte er dessen Wahlkampagne in der Region Mittlerer Atlantik, nachdem er als Vertreter der Dump-Johnson-Bewegung von McCarthy, der ebenfalls dort Mitglied war, rekrutiert wurde. Nach koordinierenden Arbeiten für McCarthy auf der Nationalversammlung der Demokraten 1968, bei denen er mithalf Demonstrationen gegen Polizeiwillkür bei Anti-Vietnamkrieg-Protesten zu organisieren, ging Ireland nach Long Island bei New York City, um Allard Lowenstein bei dessen erfolgreicher Wahlkampagne für den US-Kongress zu unterstützen. Lowenstein gilt als Gründer der Dump-Johnson-Bewegung.
Nach seiner Arbeit als Journalist für die New York Post und den Kabelradio-Dienst Community News Service (ein minderheitenorientierter Nachrichtenservice für Schwarze und Latinos) organisierte er 1970 die erfolgreiche Anti-Vietnamkriegs-Kampagne von Bella Abzug, die dann in das amerikanische Repräsentantenhaus gewählt wurde. Seitdem arbeitete Ireland als Journalist.